# Plesiops coeruleolineatus
Plesiops coeruleolineatus és una espècie de peix de la família Plesiopidae i de l'ordre dels perciformes.

## Morfologia
Els mascles poden assolir els 10 cm de longitud total.

## Distribució geogràfica
Es troba des del Mar Roig i l'Àfrica oriental fins al Japó i Oceania.